# Maxime Souraïev
Maxime Viktorovitch Souraïev (en russe : Максим Викторович Сураев) est un cosmonaute russe né le 24 mai 1972 à Tcheliabinsk en Russie.

## Biographie
Maxime Viktorovitch Souraïev a reçu une formation de pilote de chasse et a volé 700 heures dans l'Armée de l'air russe sur des L-39 et Su-27. Il est formateur en parachutisme et possède une qualification de plongeur. Il a un diplôme de pilote-ingénieur-chercheur (1997) ainsi que de droit (2007). Il est marié et a deux filles. Il a reçu une formation de cosmonaute entre 1997 et 1999.

## Vols réalisés
Il a fait partie en tant qu'ingénieur de vols des équipages des missions Expédition 21 et 22 à bord de la Station spatiale internationale, qu'il rejoint par le vol Soyouz TMA-16, et y séjourne du 30 septembre 2009 au 18 mars 2010. Il tient un blog en russe, traduit en anglais.
Il est reparti vers la Station Spatiale Internationale le 28 mai 2014 à bord de la mission Soyouz TMA-13M pour faire partie des expéditions 40 et 41 en tant que commandant. Il retourne sur Terre le 11 novembre 2014.

## Galerie

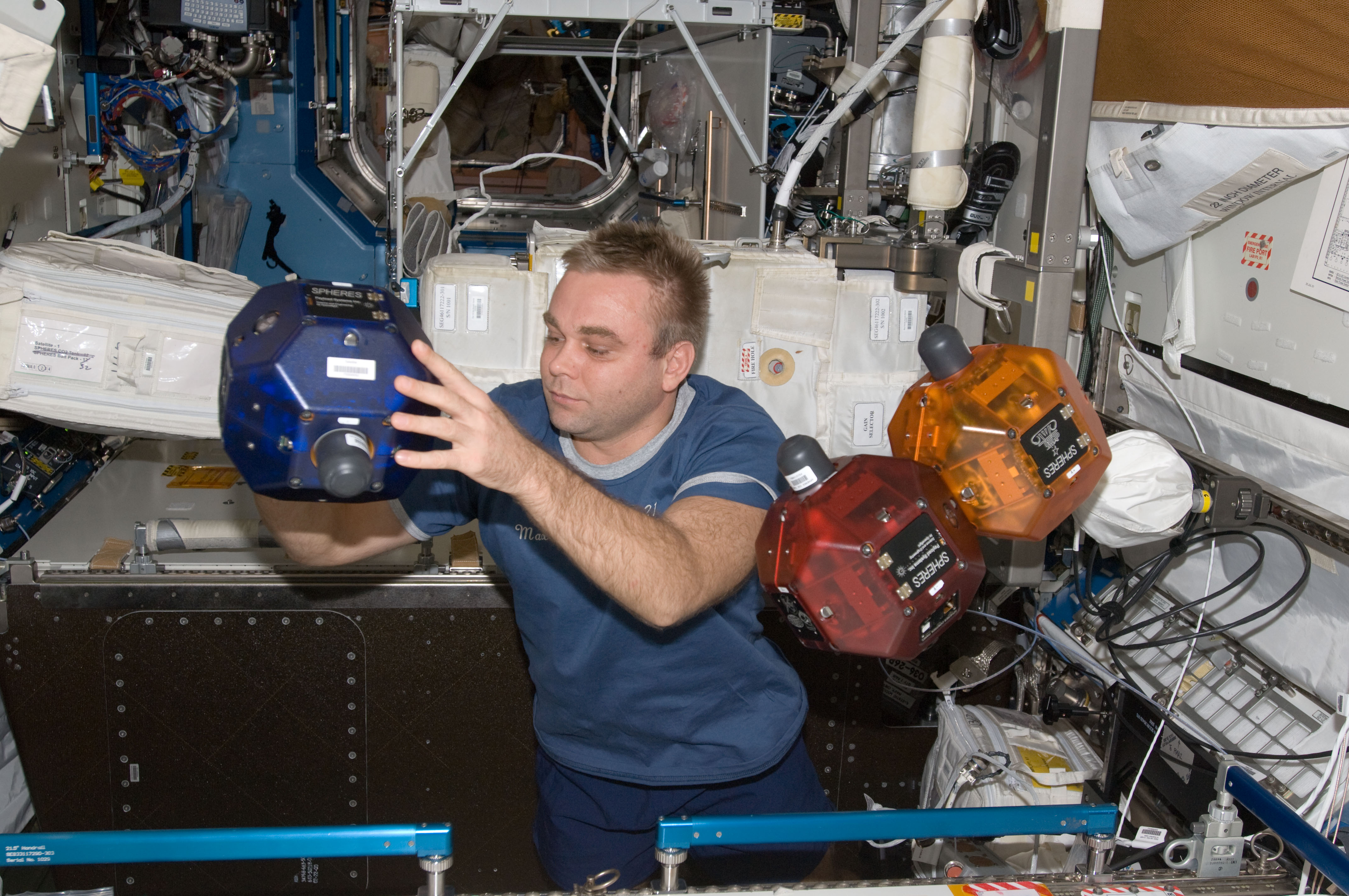
Vérification de l'expérience SPHERES
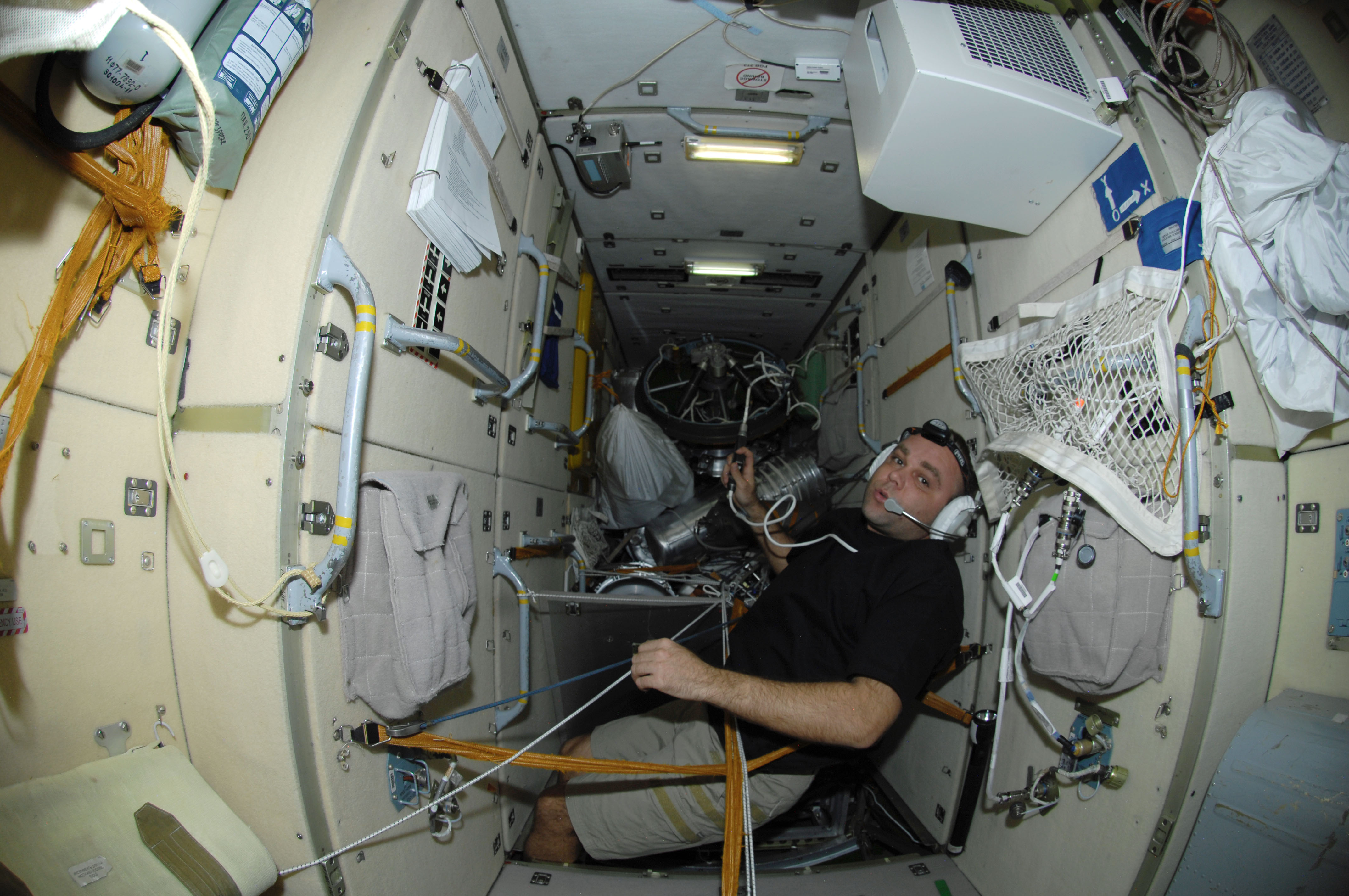
Séance radio dans le module Zarya
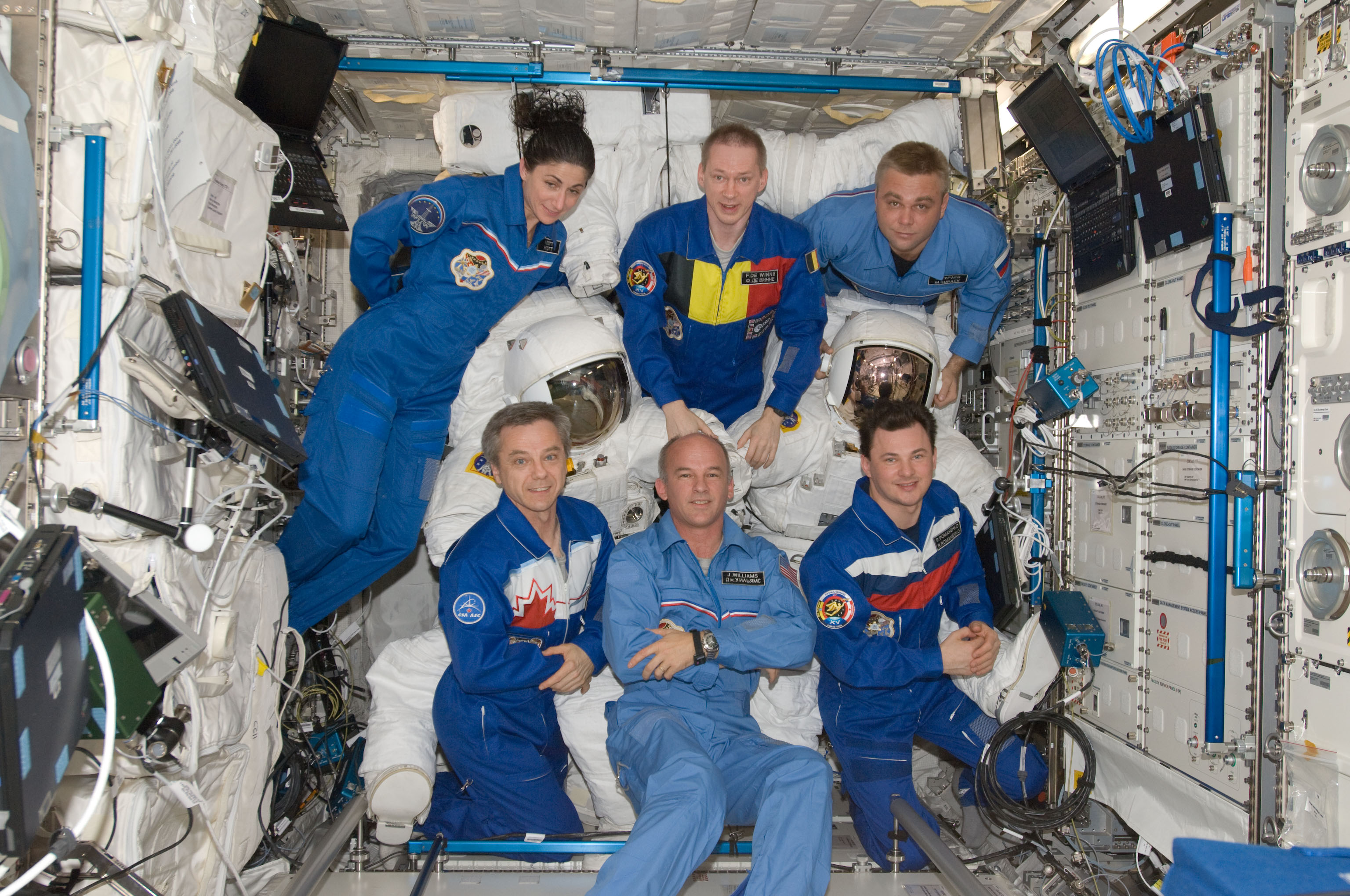
Les membres de l'expédition 21